# Milénium (seriál)
Milénium (v anglickém originále Millennium) je americký mysteriózní televizní seriál od tvůrce Akt X Chrise Cartera, poprvé byl vysílán na kanálu Fox 25. října 1996, v Česku byl poprvé vysílán 3. září 1998 na TV Nova. Poslední díl byl odvysílán 21. května 1999. Po zrušení seriálu se poslední dobrodružství odehrálo v rámci seriálu Akta X (6. díl 7. řady nazvaný Millennium, česky Milénium).
Hlavní roli bývalého agenta a profilisty FBI Franka Blacka ztvárnil Lance Henriksen.